# 서흥김씨삼강정문
서흥김씨삼강정문(瑞興金氏三綱旌門)은 경기도 안성시 고삼면 월향리에 있는 조선시대의 정문이다. 1984년 9월 12일 경기도의 기념물 제77호로 지정되었다.

## 개요
서흥 김씨 가문에서 배출된 충신 김충수와 아들 김함의 효행과 효성이 지극했던 며느리 2분의 행적을 기리기 위하여 나라에서 세운 정문이다. 원래는 고삼 저수지 쪽에 있었으나 후에 저수지를 만들면서 현재의 자리로 옮겨 세운 것이다.
김충수는 임진왜란 때 의병장으로 왜병과 접전하다 수적인 열세로 적에게 잡혔는데 아들 김함이 아버지를 구하고자 홀로 적진에 쳐들어가 함께 전사하였다. 조선 선조 39년(1606) 김함이 효행을 기려 사헌부지평이라는 벼슬을 내리고 효자정문을 세웠으며, 숙종 26년(1700)에 김충수의 충절을 기려 사헌부장령이라는 벼슬을 내리고 충신정문을 세웠다.
김함의 손자며느리인 온양 정씨는 병자호란 때 적병에게 ？기게 되자 두 딸과 함께 연못에 투신자살하여 정절을 지켰는데, 영조 16년(1740) 나라에서 열부정문을 세웠다. 청주 한씨는 영조 7년(1731) 남편 익성이 죽자 슬하에 자식이 없는 것을 아내의 도리를 다하지 못함이라 하여 남편을 따라 죽었고, 영조 13년(1737)에 열부정문이 세워졌다.
본채 주변에는 담장을 두르고 앞에 일각문을 두었으며, 본채는 앞면 4칸·옆면 1칸으로 지붕선이 여덟 팔(八)자 모양인 팔작집인데 앞면에만 홍살이 있다. 건립된 때가 그리 오래되지는 않았으나, 4분의 정문 현판을 나란히 걸어서 보관하고 있는 특이한 건물이다.

## 참고 문헌
- 서흥김씨삼강정문 - 국가유산청 국가유산포털